# Store Fuglede Stationsby
Store Fuglede Stationsby er en tidligere stationsby i Nordvestsjælland med 209 indbyggere i byområdet (2018), beliggende 5 km syd for Ubby, 7 km nord for Gørlev og 16 km sydøst for Kalundborg. Byen hører til Kalundborg Kommune og ligger i Region Sjælland.
Store Fuglede Stationsby ligger i Store Fuglede Sogn. Store Fuglede Kirke ligger i landsbyen Store Fuglede 1 km øst for stationsbyen. Danmarks Statistik opgjorde tidligere folketallet for Store Fuglede, men fra 2010 for Store Fuglede Stationsby, formentlig for at gøre det klart, at kirkelandsbyen ikke hører med til det sammenhængende byområde, da der er over 200 m mellem bebyggelserne.

## Historie

### Jernbanen
Byen havde station på Slagelse-Værslev-banen (1898-1971).
Stationsbygningen er bevaret på Banevej 2-4. Skinnerne blev taget op i 1992, og 14 km af banens tracé er nu en del af Værslevstien fra Gørlev til øst for Værslev, hvor stien drejer mod vest til Kalundborg.